# Junodia beieri
Junodia beieri är en bönsyrseart som beskrevs av Roger Roy 1972. Junodia beieri ingår i släktet Junodia och familjen Hymenopodidae. Inga underarter finns listade i Catalogue of Life.